# Chaiwopu Guanweihui
Chaiwopu Guanweihui (kinesiska: 柴窝堡管委会, 柴窝堡) är en socken i Kina. Den ligger i den autonoma regionen Xinjiang, i den nordvästra delen av landet, omkring 39 kilometer sydost om regionhuvudstaden Ürümqi. Antalet invånare är 4 492. Befolkningen består av 1 788 kvinnor och 2 704 män. Barn under 15 år utgör 15,0 %, vuxna 15-64 år 80 %, och äldre över 65 år 4,0 %.
Genomsnittlig årsnederbörd är 222 millimeter. Den regnigaste månaden är juli, med i genomsnitt 46 mm nederbörd, och den torraste är januari, med 5 mm nederbörd.